# Giao tranh tại tỉnh Quneitra trong Nội chiến Syria
Các cuộc giao tranh tại tỉnh Quneitra bắt đầu vào đầu tháng 11 năm 2012, khi quân đội Syria bắt đầu các cuộc đụng độ với quân nổi dậy ở một số thị trấn và làng mạc ở tỉnh Quneitra. Các cuộc đụng độ nhanh chóng leo thang và lấn qua khu phi quân sự trung lập do Liên Hợp Quốc giám sát giữa Syria và Cao nguyên Golan do Israel kiểm soát, một chỉ dấu cho thấy cuộc chiến đẫm máu ở Syria đang lan ra các quốc gia láng giềng.

## Giao tranh
Ngày 24 Tháng Ba năm 2013, quân đội Israel loan tin tiêu diệt một ổ đại liên của Syria sau khi hai toán tuần tiễu của họ bị tấn công.
Tối ngày 2 tháng Tư, chiến xa của Quân đội Israel bắn vào lãnh thổ Syria để đáp trả việc phía Syria nổ súng bắn vào xe quân đội Israel trong vùng Golan. Phía Israel không có ai bị thương tích gì, nhưng vụ nổ súng của chiến xa là lần thứ nhì trong 10 ngày qua phía Israel bắn trả phía Syria.